# Vasilij Zeiher
Vasilij Zeiher (Căinari, 18 luglio 1971) è un lottatore tedesco, specializzato nella lotta libera.

## Biografia
È nato in Moldavia.
Ha rappresentato la Germania ai Giochi olimpici estivi di Sydney 2000, nella disciplina della lotta libera categoria 54 chilogrammi.